# ضبط وإحضار (مسلسل)

## قصة
تدور أحداث المسلسل عن طبيب يحكم عليه بالإعدام بعد إتهامه في جريمة فيقوم بالهرب لمحاولة إثبات براءته فهل ينجح في ذلك؟

## فريق العمل

### بطولة
| - محمود قابيل:أنور محمد عابدين - عزت أبو عوف:حكورة - أحمد خليل:حسام العزيزي - ندى بسيوني:نيفين - مها أبو عوف:ساسو - عادل فؤاد: طارق جلال - منال عبد اللطيف:حبيبة - يسري مصطفى: د. نجيب - حسن كامي:د. فوزي والد نيفين - رشيدة: نادية مساعدة د. فوزي - مصطفى رزق:عبده مساعد حكورة - نهال عنبر:هالة زوجة حسام - سامي مغاوري: ألياهو رئيس ساسو - يوسف فوزي: سالم عبد الرؤوف الباشا | - نادية رفيق:أم أنور - يسري العشماوي: لواء رياض عمران - ليلى نصر: أم طارق ضيوف المسلسل: - سناء جميل: المعلمة بغددة - سميحة أيوب: نحمده أخت بغددة - ماجدة زكي:أكيدة - أحمد عبد الوارث:عابد عزبة الفردوس - وفاء عامر:أم كريم - علاء مرسي:المعلم الدهل - محمد الصاوي:أبو الحلقان - طلعت زكريا:بلحة | - محمد عبد المعطي: مصور العزبة - حلمي عبد الوهاب: أبو سليم - هانم محمد:أم زغلول - ياسمين جمال:شيرين - احمد عادل:طفل - أحمد مجدي:طفل عزبة القبايط - محمد أبو داوود: عبيد زوج أكيدة وسعدية - جيهان الفرماوي: سعدية زوجة عبيد - أحمد عقل: العمدة أبو أكيدة - إنتصار: خادمة أكيدة وسعدية - رضا إدريس: حسوب - ليلى صابونجي: حربية - أحمد حجازي: مساعد عبيد | شارع فرنسا - محمد ناجي: المعلم كرم - عهدي صادق: قص خادم المعلمة بغددة - ناصر شاهين: مصطفى ريكو - ضياء عبد الخالق: صالح أخو صافي - أمل مدكور: صافي زوجة بنت المعلمة بغددة - سيد صادق: مرسي تاجر الملابس - سليمان حسين: عبد التواب تاجر الملابس - مي عبد الواحد: سنية الخادمة - جمال يوسف - عبد المنعم المرصفي: عريان صبي القهوة | الدويقة - محمد محمود:د زوزو - ميسون: لبنى بنت نحمده - أشرف خيري: المخبر طلعت - أحمد كمالي:الحاج سليمان والد طلعت بالإشتراك مع - محمود العراقي: أسطى زينهم - أمل إبراهيم:جمالات - محمد جبريل:المحامي - جيرمين: نانسي طليقة حكورة - سمية الخشاب:زميلة حبيبة - نرمين زعزع:زميلة حبيبة - عبد السلام الدهشان: د. يوسف - رشدي عسكر: صديق عابد |

إشترك في التمثيل: مايسة الرباط-ياسر فرج: علاء أبنة خالة طارق-وفاء كامل-أحمد حسين-حسين الشريف: ضابط شرطة بالإسكندرية-محب كاسر:حارس عقار-عطا الغمراوي-عصام العشري-صالح العويل-جميل عزيز:طبيب ببني سويف-عبد اللطيف الطحاوي-كمال زعير-جميل برسوم:ضابط بشرطة بني سويف-عبد الفتاح البلتاجي:ضابط شرطة:محمد صلاح-ضابط شرطة-حسن الهلالي-خادم الباشا-طلعت الشريف: قاتل نانسي-محمد عتريس-فريق حراسة

### إداريون
| - جمال عبادة: مدير الإضاءة - عبد العزيز جمعة - محمد السعداوي - سمير سامي:تصوير - رأفت أبو هيبة - محمد زغلول - حسام حمدي:تصوير - حجاب حسن - فتحي فؤاد - محمود حسين:تصوير - أنسي المصري: مهندس ديكور | - نجوى عبد المجيد:مصممة الأزياء - حسن أبو السعود: مؤلف موسيقى تصويرية - محمد عرام: موزع موسيقى - نشأت نصر الدين: مهندس التسجيل - أسعد عبد المجيد: إعداد موسيقي ومكساج | - قيس عمارة: مونتاج فيديو - إبراهيم عبد الحليم: تصميم تترات - إستديوهات مدينة الإنتاج الإعلامي: التصوير - م/محمد عبد الستار: مدير عام الإستوديوهات - عبد المحسن زكريا: مدير إنتاج ثان | - عبد الحميد حسني:مُنتج - قطاع الشئون المالية والإقتصادية - اتحاد الأذاعة والتلفزيون ج.م.ع:توزيع - رفعت عزمي: مُخرج منفذ - صلاح فؤاد: قصة وسيناريو وحوار - إبراهيم الشقنقيري: مخرج |